# Elston Howard
Elston Gene Howard (ur. 23 lutego 1929 w Saint Louis, zm. 14 grudnia 1980 w Nowym Jorku) – amerykański baseballista, który występował na pozycji łapacza i lewozapolowego przez 14 sezonów w Major League Baseball.
Howard zawodową karierę rozpoczynał w 1948 roku w zespole z Negro League Kansas City Monarchs. W lipcu 1950 został sprzedany za 25 tysięcy dolarów wraz z Frankiem Banksem do New York Yankees, w którym zadebiutował 14 kwietnia 1955. W sezonie 1956 zagrał w jednym meczu World Series, w których Yankees pokonali Brooklyn Dodgers 4–3 W 1957 po raz pierwszy wystąpił w Meczu Gwiazd.
W 1958 zwyciężył w finałach po raz drugi, gdzie Yankees wygrali w całej serii z Milwaukee Braves, mimo iż po czterech meczach przegrywali 1–3; otrzymał także nagrodę prezentowaną przez nowojorski oddział BBWAA Babe Ruth Award, dla najlepszego zawodnika World Series. W sezonach 1961 i 1962 Yankees zdobyli dwa tytuły mistrzowskie z rzędu (pokonali odpowiednio Cincinnati Reds 4–1 i San Francisco Giants 4–3). W sezonie 1963 został pierwszym czarnoskórym zawodnikiem, który otrzymał nagrodę MVP American League, a także po raz pierwszy otrzymał Złotą Rękawicę.
W sierpniu 1967 przeszedł do Boston Red Sox, w którym zakończył zawodniczą karierę. Od października 1968 do końca sezonu 1978 był trenerem pierwszej bazy w New York Yankees, z którym zdobył dwa tytuły mistrzowskie (w 1977 i 1978 roku). Zmarł 14 grudnia 1980 w wieku 51 lat.
| Nagroda/wyróżnienie            | Lata                                                                          | Źródło                               |
| MVP American League            | 1963                                                                          | [ 1 ]                                |
| 12× All-Star                   | 1957, 1958, 1959², 1960¹, 1960², 1961¹, 1961², 1962¹, 1962², 1963, 1964, 1965 | [ 3 ]                                |
| 6× zwycięzca w World Series    | 1956, 1958, 1961, 1962, 1977, 1978                                            | [ 4 ] [ 5 ] [ 6 ] [ 7 ] [ 9 ] [ 10 ] |
| Babe Ruth Award                | 1958                                                                          | [ 1 ]                                |
| 2× Gold Glove Award            | 1963, 1964                                                                    | [ 8 ]                                |
| # 32 zastrzeżony przez Yankees | 1984                                                                          | [ 11 ]                               |